# Mydli-to!
Mydli-to! je druhé studiové album skupiny J.A.R. Kapela, tehdy ještě nestálého složení, ho nahrála ve studiu Sono, vydáno bylo v roce 1994 společností BMG. Producentem byl zakládající člen kapely a autor veškeré hudby, Roman Holý. Oproti předchozímu albu Frtka (1992) zde již většinu obsahu tvoří živě nahraná hudba, i přesto se však objeví samplované úryvky z 26. dílu seriálu 30 případů Majora Zemana jménem Studna ve stejnojmenné písni. S celkovou stopáží 48 minut Mydli-to! nabývá již klasických rozměrů.

## Seznam skladeb
1. Slušnost (0:04)
2. Sluníčko svítí (2:53)
3. Funky alkohol (nervy) (3:05)
4. Pláč & karabáč (2:37)
5. Flusanec (3:32)
6. Tak tady M.A.S.H. (2:27)
7. Bitch boží (4:25)
8. Knihovnička (3:47)
9. Piškvorkáři (0:24)
10. Mydli-to (4:02)
11. Depka (4:41)
12. Studna (3:32)
13. Ondratóla (3:19)
14. Táhni, Štěpánko! (3:20)
15. Mireček (21 let, legenda české rockové doprovodky) (2:43)
16. Mercedes benz (3:06)

## Sestava
- Roman Holý - klávesové nástroje, zpěv, řev
- Oto Klempíř - rap, řev
- Michael Viktořík - rap, vyprávění, řev
- Miroslav Chyška - elektrická kytara
- Marek Minárik - basová kytara
- Pavel "Bady" Zbořil - bicí

hosté:
- Dan Bárta - řev
- Milan Cimfe - řev
- Andrej Šeban - elektrická kytara
- Michal Pavlíček - elektrická kytara
- Petr Malásek - klávesy
- Věra Gondolánová - zpěv
- Robert Kodym - řev
- Lou Fanánek Hagen - řev
- Marian Husák - řev
- Karel Růžička ml. - saxofon